# Lee (nome)
Lee  è un nome proprio di persona inglese maschile e femminile.

## Varianti
- Femminili: Lea
  - Composti: Leanne, Kaylee

## Origine e diffusione
Riprende semplicemente il cognome inglese Lee, derivato dall'inglese antico leah, "radura"; il suo uso come nome cominciò nel sud degli Stati Uniti in onore di Robert Edward Lee, comandante delle forze confederate durante la guerra di secessione americana.
Coincide inoltre con un diffuso suffisso popolare inglese, lee; l'elemento presente in nomi composti come Kaylee, quindi, può essere identificato sia nel nome che nel suffisso.

## Onomastico
Il nome è adespota; l'onomastico si può eventualmente festeggiare in memoria del beato Richard Sergeant, chiamato anche Richard Lee, uno dei martiri d'Inghilterra, Scozia e Galles, commemorato il 20 aprile o il 22 novembre (quest'ultima data assieme con gli altri martiri).

## Persone

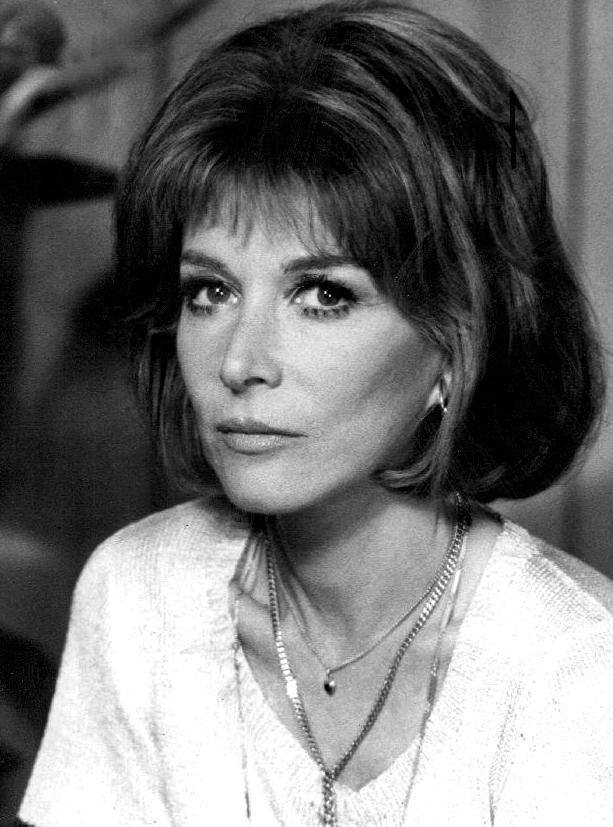
Lee Grant

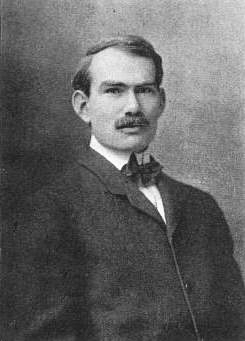
Lee De Forest

### Femminile
- Lee Aaron, cantante canadese
- Jamie Lee Curtis, attrice statunitense
- Lee Grant, attrice statunitense
- Lee Ann Womack, cantante statunitense

### Maschile
- James Lee Burke, scrittore statunitense
- Lee Child, scrittore britannico
- Lee De Forest, scienziato, inventore e regista statunitense
- Sheldon Lee Glashow, fisico statunitense
- Lee Haney, culturista statunitense
- Lee Hazlewood, cantante, compositore e produttore discografico statunitense
- John Lee Hooker, cantante, chitarrista e compositore statunitense
- Tommy Lee Jones, attore e regista statunitense
- Lee Labrada, culturista cubano naturalizzato statunitense
- Lee Majors, attore statunitense
- Lee Marvin, attore statunitense
- Edgar Lee Masters, poeta statunitense
- Lee Harvey Oswald, operaio e militare statunitense, esecutore dell'assassinio di John Fitzgerald Kennedy
- Lee Pace, attore statunitense
- Lee Strasberg, attore teatrale, regista teatrale, produttore ed insegnante di recitazione statunitense
- Lee Van Cleef, attore statunitense